# Erik Blomqvist (Sportschütze)
Erik Gustaf Blomqvist (* 5. Januar 1879 in Tumba; † 17. September 1956 in Stockholm) war ein schwedischer Sportschütze.

## Erfolge
Erik Blomqvist nahm an den Olympischen Spielen 1912 in Stockholm und 1920 in Antwerpen teil. 1912 schloss er den Einzelwettkampf mit dem Freien Gewehr im Dreistellungskampf als Zehnter ab. Im Mannschaftswettbewerb belegte er gemeinsam mit Mauritz Eriksson, Hugo Johansson, Carl Björkman, Bernhard Larsson und Gustaf Adolf Jonsson mit einer Gesamtpunktzahl von 5655 Punkten vor Norwegen und Dänemark den ersten Rang und wurde damit Olympiasieger. Blomqvist war mit 962 Punkten der drittbeste Schütze der Schweden. Bei den Olympischen Spielen 1920 in Antwerpen trat er in sieben Gewehr-Disziplinen an, die er bis auf den Dreistellungskampf im Einzel mit dem Freien Gewehr alle unter den besten Sechs beendete. Dreimal wurde er Sechster sowie zweimal Fünfter. Im liegenden Anschlag mit dem Armeegewehr belegte er mit Erik Ohlsson, Mauritz Eriksson, Hugo Johansson und Gustaf Adolf Jonsson im Mannschaftswettbewerb hinter der US-amerikanischen und der südafrikanischen Mannschaft den Bronzerang. Dabei war er mit 58 Punkten auch in diesem Wettbewerb der drittbeste Schütze der Mannschaft.
1914 wurde Blomqvist in Viborg mit dem Armeegewehr in der Kniend-Position Vizeweltmeister.